# Мањинска влада
Мањинска влада је израз који се користи за владу, односно извршну власт у држави с парламентарним системом, а која је сачињена од представника политичке странке или странака које у парламенту немају већину.
Мањинска влада настаје онда када највећа странка или више странака није успела добити, односно изгуби дотадашњу апсолутну већину, а да с друге стране, ниједна друга странка није у могућности направити коалициону владу или освојити апсолутну већину. У таквим ситуацијама се уместо нових и на неуспех унапред осуђених преговора о коалицији или уместо нових избора, једна или више опозиционих странака одлучи да владајућој странци да тзв. технички подршку тј. обавезује се да ће изгласати буџет како би могла омогућити редовно функционисање државне управе, односно да мањинској влади неће изгласати неповерење.
Такав је аранжман обично само привременог карактера, те траје до истека мандата за тренутни сазив парламента, односно до тачно одређеног рока. Међутим, чак и пре тог рока се мањинској влади може изгласати неповерење. Мањинске владе су због недостатка подршке за доношење закона или важнијих одлука, по својој природи слабе и краткотрајног рока. Због тога је скоро увек циљ да се мањинска влада замени са већинском, односно коалиционом владом.
У данашње време један најпознатијих и најдуговечнијих примера мањинске владе под конзервативном владом Стивена Харпера. На простору бивше Југославије познати пример мањинске владе је био кабинет тадашњег српског премијера Војислава Коштунице састављен 2004. године уз техничку подршку опозиционог СПС-а.